# Santiago Abel Fernández
Santiago Fernández (Río Cuarto, 30 de marzo de 2005) es un futbolista argentino. Juega como defensor central y su equipo actual es Club Atlético Talleres (Córdoba), de la Primera División de Argentina.

## Trayectoria

### Talleres de Córdoba
Inició su carrera como juvenil en el Club Banda Norte y llegó a Talleres en el 2020.
Tras disputar su primer año en octava división de AFA, Santiago transitó las diferentes categorías juveniles hasta el 2022, Temporada en la cual debutó en la Reserva Albiazul.
En el 2023, con Javier Gandolfi como Director Técnico, vivió su primera pretemporada junto al plantel profesional y ese mismo año fue convocado en ocho ocasiones para integrar el banco de sustitutos.
El debut oficial de Santiago Fernández en la primera de Talleres tuvo lugar el 16 de febrero de 2025, en el marco del Campeonato de Primera División 2025, con empate 1-1 frente a Atlético Tucumán.

## Selección nacional

### Sub-20
En mayo de 2025 fue convocado por Diego Placente a la selección de fútbol sub-20 de Argentina, para disputar amistosos internacionales.

## Estadísticas

### Clubes
Actualizado al último partido disputado el 27 de mayo de 2025.
| Club                                       | Div.                | Temporada           | Liga | Liga | Copa Nacional | Copa Nacional | Copa Internacional | Copa Internacional | Total | Total |
| Club                                       | Div.                | Temporada           | PJ   | G    | PJ            | G             | PJ                 | G                  | PJ    | G     |
| ------------------------------------------ | ------------------- | ------------------- | ---- | ---- | ------------- | ------------- | ------------------ | ------------------ | ----- | ----- |
| Club Atlético Talleres (Córdoba) Argentina |                     |                     |      |      |               |               |                    |                    |       |       |
| 1.ª                                        | 2025                | 7                   | 0    | 0    | 0             | 6             | 0                  | 13                 | 0     |       |
| Total                                      | Total               | 7                   | 0    | 0    | 0             | 6             | 0                  | 13                 | 0     |       |
| Total en su carrera                        | Total en su carrera | Total en su carrera | 7    | 0    | 0             | 0             | 6                  | 0                  | 13    | 0     |